# Origem comum
Diz-se que um grupo de organismos tem origem comum se todos partilham um ancestral. Em biologia, a teoria da origem comum universal postula que todos os organismos na Terra descendem de um ancestral comum, ou de um pool de genes ancestral.
A primeira teoria da origem comum universal baseada em princípios evolutivos foi proposta por Charles Darwin nos seus livros A Origem das Espécies (1859) e The Descent of Man (1871). Esta teoria é hoje aceita unanimemente pelos biólogos, e crê-se que o mais antigo ancestral comum universal (LUCA – do inglês last universal common ancestor) de todos os organismos vivos modernos tenha surgido há cerca de 3,8 bilhões de anos (ver: origem da vida).

## História
A primeira sugestão de que todos os organismos podem ter tido um ancestral comum e divergido através de variação aleatória e seleção natural foi proposta em 1745 pelo matemático e cientista francês Pierre-Louis Moreau de Maupertuis (1698-1759) na sua obra Vénus physique:
"Não se poderia dizer, considerando as combinações fortuitas dos produtos da natureza, e a certeza de entre elas haver as que se caracterizam por uma certa condição de forma que lhes permite subsistir, que não é de admirar que esta boa forma esteja presente em todas as espécies que existem no presente? O acaso, poder-se-ia dizer, produziu uma multiplicidade inquantificável de indivíduos; uma pequena porção destes resultou de tal forma que as partes do animal eram capazes de satisfazer as suas necessidades; numa outra porção, infinitamente maior, não havia nem ordem nem boa forma: destes, todos pereceram. Animais sem uma boca não podiam viver; outros sem órgãos reprodutivos não se podiam perpetuar... As espécies que vemos hoje são apenas a mais pequena parte do que o destino cego produziu..."
Em 1790, Immanuel Kant (1724 - 1804), na sua obra Kritik der Urtheilskraft, afirma que a analogia das formas animais implica um tipo original comum e, portanto, um ancestral comum.
Em 1795, Erasmus Darwin, o avô de Charles Darwin, levantou a hipótese de todos os animais de sangue quente descenderem dum único "filamento vivo":
"...seria ousadia imaginar que todos os animais de sangue quente tenham surgido a partir de um filamento vivo, que a grande causa primeira dotou de animalidade...?" (Zoonomia, 1795, section 39, "Generation")
Em 1859 foi publicada A Origem das Espécies de Charles Darwin. As opiniões aí expressas acerca da origem comum variam entre a sugestão duma única "primeira criatura" à concessão de poder ter havido mais do que uma, como se pode ver a partir dos seguintes extractos da Conclusão:
"Provavelmente todos os seres orgânicos que alguma vez viveram nesta Terra descenderam duma única forma primordial na qual a vida foi pela primeira vez instilada."
"Toda a História do Mundo, tal como a conhecemos no presente, [...] será de ora em diante reconhecida como um mero fragmento de tempo, quando comparada com as eras que passaram desde a criação da primeira criatura, o progenitor das inúmeras espécies descendentes extintas e existentes."
"Quando penso neles, não como criações especiais, mas como descendentes directos dum punhado de seres que viveu muito antes do primeiro estrato do sistema silúrico ter sido depositado, todos os seres me parecem mais nobres."
A famosa frase de fecho descreve a "grandiosidade desta visão da vida, com todo o seu potencial, ter sido originalmente instilada em poucas ou numa única forma." A escolha de palavras não deixa de ser notável pela sua consistência com ideias recentes acerca da existência dum único pool de genes ancestral.
Recentemente, baseando-se na universalidade do código genético e na presença de compostos orgânicos em meteoritos, cientistas como Francis Crick especularam que o ancestral comum universal pode ter tido origem extraterrestre, uma teoria conhecida como panspermia.

## Evidências a favor da origem comum

### Universalidade e similaridade
A universalidade do código genético é considerada pela generalidade dos biólogos como uma evidência a favor da teoria da origem comum universal para bactérias, archaea e eucariotas (ver Sistema dos Três Domínios). A análise das pequenas diferenças no código genético providenciou apoio adicional à teoria.
Outra evidência importante é o fato de ser possível construir uma árvore filogenética detalhada para os três domínios com base na similaridade. É ainda incerto que posição ocupam os vírus neste esquema, especialmente se considerarmos que alguns se baseiam em RNA e não em DNA. Contudo, os vírus não são normalmente considerados organismos vivos por serem parasitas intracelulares obrigatórios destituídos de metabolismo próprio.
A universalidade do ATP, bem como o fato de a maioria dos aminoácidos encontrados em proteínas e outros compostos peptídicos dos seres vivos serem esquerdos (levógiros), são também evidências importantes para o LUCA.

### O argumento das diferenças irrelevantes
Por fortes que sejam as evidências baseadas na universalidade e na similaridade para corroborar a monofilia universal dos seres vivos, ainda podem ser minimamente plausíveis outras hipóteses:
- É possível que as leis da física e da química não permitam outras possibilidades para formas de vida diferentes da que conhecemos;
- A similaridade pode ser o resultado de evolução convergente.

Uma tentativa de refutar essas hipóteses seria recolher evidências suficientes para uma Análise Filogenética extensa, baseada em similaridades e dissimilaridades, de forma a indicar se uma evolução convergente se sustentaria entre os domínios. Por exemplo, pode-se analisar se a diferença existente entre os códigos genéticos sustenta suas origens independentes.
Dois tipos de evidências desta natureza surgiram, com base em sequências de aminoácidos e sequências de DNA:
1. Proteínas com a mesma estrutura tridimensional não têm necessariamente a mesma sequência de aminoácidos (características físico-químicas semelhantes entre aminoácidos diferentes podem gerar a mesma estrutura tridimensional aproximada em proteínas de diferentes cadeias, o que indica convergência); enquanto semelhanças "desnecessárias" entre sequências são evidência favorável de uma origem comum;

1. Em muitos casos, um determinado aminoácido pode ser codificado por mais do que um códon (tripleto de DNA); a ocorrência do mesmo códon numa sequência de DNA quando existe alternativa constitui também evidência a favor de uma origem comum.

### Evidências estatísticas
Em 2010, Douglas L. Theobald publica um estudo na Nature avaliando a probabilidade de que toda a vida descendia ou de vários organismos ou de um único, tendo em conta a possibilidade de transferência horizontal de genes e sem partir do pressuposto que semelhança nas sequências de aminoácidos implique relação de parentesco genético. O investigador estudou 23 proteínas diferentes de 12 espécies dos três domínios da vida, incluindo o Homo sapiens, a levedura, o bacilo da tuberculose e o Archaeoglobus fulgidus. Os seus resultados indicam que a probabilidade de uma origem comum universal é 102860 maior do que a hipótese de haver mais do que um ancestral comum.

## Genética
Em 2016, foi publicado um retrato genético do mais velho ancestral comum a todos os seres vivos presentes na Terra, o qual teria vivido 4 bilhões de anos atrás, quando a Terra tinha por volta de 560 milhões de anos. Ele seria um organismo de uma única célula, e que não precisava de oxigênio, alimentando-se de nitrogênio.